# Phaleria clerodendron
Phaleria clerodendron – gatunek ozdobnej zimozielonej rośliny z rodziny wawrzynkowatych. Jest endemitem stanu Queensland w Australii.
Jest to krzew o ciemnych, błyszczących, zielonych liściach do 46 cm długości. Spektakularnie białe kwiaty rurkowe, o silnym ananasowym zapachu występują na większych gałęziach. Toleruje gleby wilgotne. Miąższ owocu jest włóknisty i uchodzi za trujący dla ludzi. Roślina na ogół traci liście i wygląda nędznie w zimną pogodę. Podzwrotnikową alternatywą jest gatunek P. chermsideana.

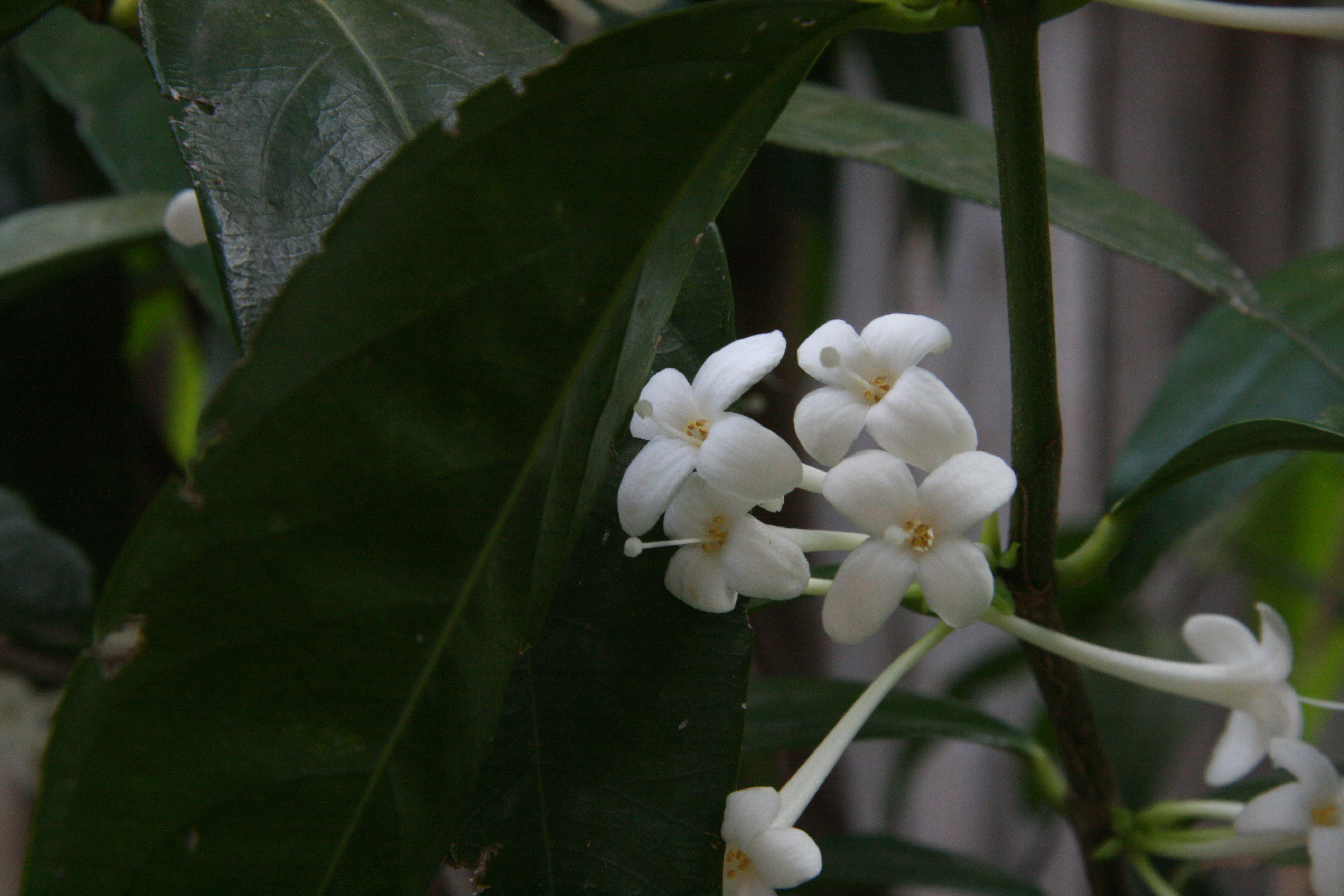
Kwiaty Phaleria clerodendron
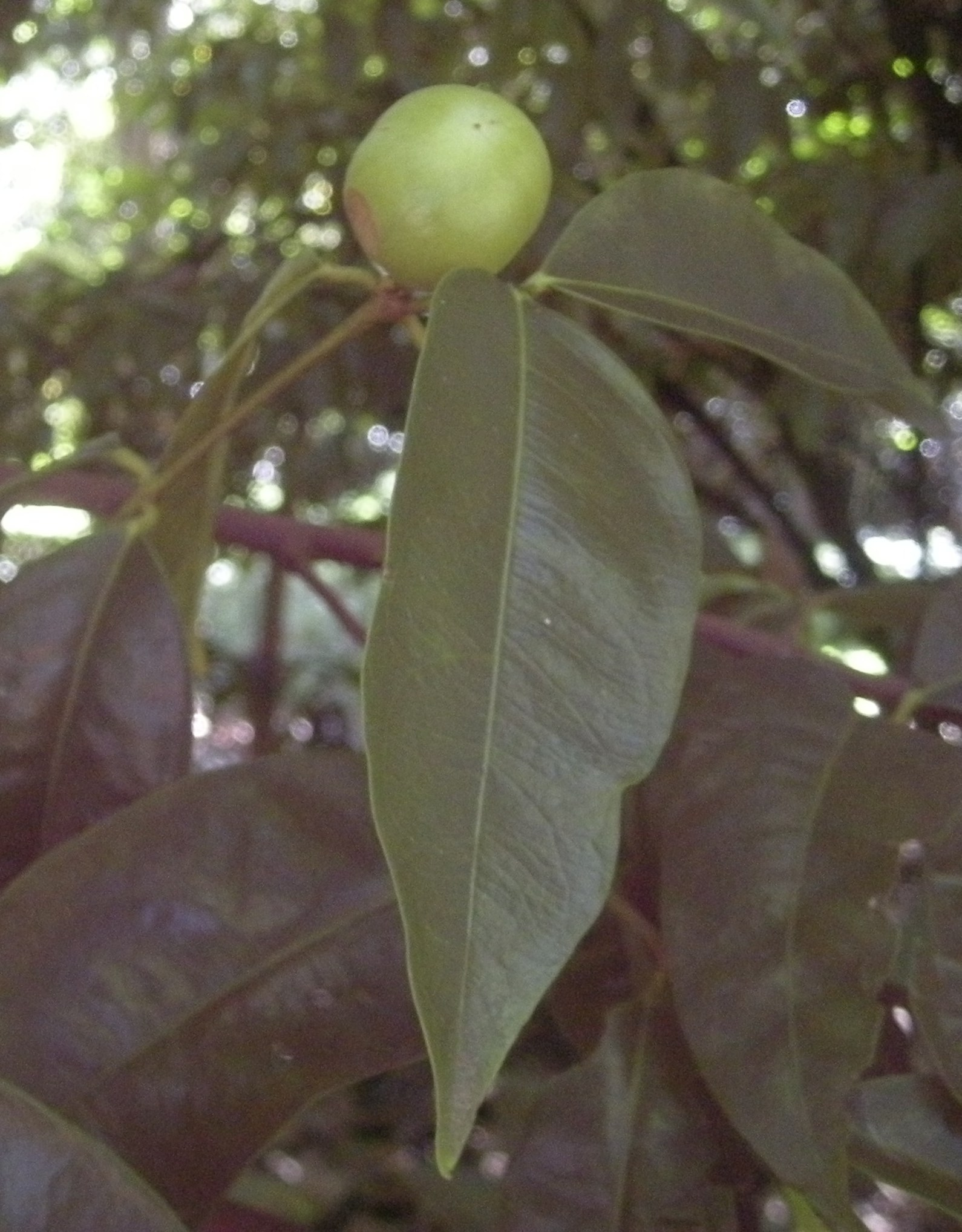
Owoce Phaleria clerodendron